# European Trophy 2012
European Trophy 2012 była trzecią edycją turnieju hokejowego rozgrywanego rokrocznie, a jeśli uwzględnić edycje Nordic Trophy (rozgrywany od 2006 roku) będzie to siódma edycja tego turnieju. Runda zasadnicza rozpoczęła się 31 lipca 2012 roku, a zakończyła 28 listopada 2012 roku. Runda play-off odbyła się w dniach 13–16 grudnia 2012 roku w Wiedniu i Bratysławie. Wstępny harmonogram rundy zasadniczej został rozlosowany 12 kwietnia 2012 roku.
Trzecia edycja różniła się od poprzedniej przede wszystkim zwiększoną z 24 do 32 liczbą drużyn, które wzięły udział w turnieju. Podobnie jak przed rokiem, zespoły zostały podzielone na cztery dywizje. W obecnej edycji zespół EC Red Bull Salzburg nie miał zagwarantowanego miejsca w fazie play-off. Było to następstwo zmiany organizatora turnieju finałowego. Rozegrano 128 meczów fazy zasadniczej, zaś 20 z nich już w czasie, gdy dla uczestniczących drużyn rozpoczęły się rozgrywki ligowe. W turnieju finałowym rozegrano spotkania ćwierćfinałowe, półfinały i finał. Drużyna, która przegrywała w turnieju finałowym, automatycznie odpada z turnieju.
31 maja 2012 roku z turnieju wycofała się drużyna Slavii Praga. Jej miejsce w dywizji południowej zastąpiła drużyna Piráti Chomutov.

## Faza grupowa
I etap rozgrywek odbędzie się w czterech dywizjach złożonych z ośmiu zespołów. W rozgrywkach grupowych drużyny grały systemem round rubin. Skład każdej z dywizji został ustalony według kryteriów geograficznych.
| Dywizja Zachodnia                                                                                           | Dywizja Północna | Dywizja Południowa | Dywizja Wschodnia |
| --- | --- | --- | --- |
| - Adler Mannheim - ERC Ingolstadt - EV Zug - Frölunda HC - Färjestad BK - HIFK Hockey - Jokerit - ZSC Lions | - EC Red Bull Salzburg - Eisbären Berlin - Hamburg Freezers - HC Kometa Brno - HC Czeskie Budziejowice - HC Pilzno 1929 - Luleå HF - Oulun Kärpät | - Piráti Chomutov - Slovan Bratysława - Sparta Praga - HV71 - Jyväskylän Pallo - Kalevan Pallo - Linköpings HC - Vienna Capitals | - Bílí tygři Liberec - Brynäs IF - Djurgårdens IF - HC Pardubice - Fribourg-Gottéron - SC Bern - Tappara Tampere - Turun Palloseura |

Tabela
Lp. = lokata, M = liczba rozegranych spotkań, Pkt = Liczba zdobytych punktów, W = Wygrane, WpD = Wygrane po dogrywce lub karnych, PpD = Porażki po dogrywce lub karnych, P = Porażki, G+ = Gole strzelone, G- = Gole stracone, +/− = bilans bramek
     Drużyna awansowała do turnieju finałowego.
     Drużyna - gospodarz turnieju finałowego.
     Drużyna nie awansowała do turnieju finałowego.
| Dywizja Zachodnia  |                   |   |     |   |     |     |   |     |     |     |
| Lp.                | Zespół            | M | Pkt | W | WpD | PpD | P | G + | G – | +/− |
| 1                  | Färjestad BK      | 8 | 17  | 4 | 2   | 1   | 1 | 29  | 17  | +12 |
| 2                  | EV Zug            | 8 | 16  | 4 | 2   | 0   | 2 | 30  | 21  | +9  |
| 3                  | Jokerit           | 8 | 15  | 4 | 1   | 1   | 2 | 24  | 18  | +6  |
| 4                  | ERC Ingolstadt    | 8 | 14  | 3 | 1   | 3   | 1 | 34  | 30  | +4  |
| 5                  | Frölunda HC       | 8 | 11  | 3 | 0   | 2   | 3 | 18  | 32  | -14 |
| 6                  | HIFK Hockey       | 8 | 8   | 2 | 0   | 2   | 4 | 24  | 26  | -2  |
| 7                  | ZSC Lions         | 8 | 8   | 2 | 1   | 0   | 5 | 17  | 24  | -7  |
| 8                  | Adler Mannheim    | 8 | 7   | 1 | 2   | 0   | 5 | 18  | 26  | -8  |
| Dywizja Południowa |                   |   |     |   |     |     |   |     |     |     |
| Lp.                | Zespół            | M | Pkt | W | WpD | PpD | P | G + | G – | +/− |
| 1                  | HV71              | 8 | 19  | 6 | 0   | 1   | 0 | 29  | 12  | +17 |
| 2                  | Piráti Chomutov   | 8 | 15  | 3 | 2   | 2   | 1 | 34  | 22  | +12 |
| 3                  | Vienna Capitals   | 8 | 14  | 3 | 2   | 1   | 2 | 24  | 26  | -2  |
| 4                  | Linköpings HC     | 8 | 12  | 3 | 1   | 1   | 3 | 23  | 29  | -6  |
| 5                  | Sparta Praga      | 8 | 11  | 3 | 1   | 0   | 4 | 29  | 34  | -5  |
| 6                  | Slovan Bratysława | 8 | 10  | 1 | 3   | 1   | 3 | 22  | 21  | +1  |
| 7                  | Jyväskylän Pallo  | 8 | 8   | 2 | 0   | 2   | 4 | 23  | 32  | -9  |
| 8                  | Kalevan Pallo     | 8 | 7   | 1 | 1   | 2   | 4 | 21  | 29  | -8  |

| Dywizja Północna  |                         |   |     |   |     |     |   |     |     |     |
| Lp.               | Zespół                  | M | Pkt | W | WpD | PpD | P | G + | G – | +/− |
| 1                 | Luleå HF                | 8 | 21  | 7 | 0   | 0   | 1 | 33  | 13  | +20 |
| 2                 | Eisbären Berlin         | 8 | 19  | 6 | 0   | 1   | 1 | 27  | 15  | +12 |
| 3                 | Hamburg Freezers        | 8 | 13  | 3 | 2   | 0   | 3 | 28  | 24  | +4  |
| 4                 | HC Kometa Brno          | 8 | 13  | 4 | 0   | 1   | 3 | 24  | 31  | -7  |
| 5                 | HC Czeskie Budziejowice | 8 | 9   | 3 | 0   | 0   | 5 | 18  | 24  | -6  |
| 6                 | EC Red Bull Salzburg    | 8 | 9   | 3 | 0   | 0   | 5 | 21  | 29  | -8  |
| 7                 | Oulun Kärpät            | 8 | 7   | 1 | 1   | 2   | 4 | 18  | 26  | -8  |
| 8                 | HC Pilzno 1929          | 8 | 5   | 1 | 1   | 0   | 6 | 23  | 30  | -7  |
| Dywizja Wschodnia |                         |   |     |   |     |     |   |     |     |     |
| Lp.               | Zespół                  | M | Pkt | W | WpD | PpD | P | G + | G – | +/− |
| 1                 | Tappara Tampere         | 8 | 17  | 4 | 2   | 1   | 1 | 26  | 16  | +10 |
| 2                 | Brynäs IF               | 8 | 17  | 5 | 0   | 2   | 1 | 25  | 20  | +5  |
| 3                 | Bílí tygři Liberec      | 8 | 13  | 4 | 0   | 1   | 3 | 27  | 27  | 0   |
| 4                 | Turun Palloseura        | 8 | 12  | 3 | 1   | 1   | 3 | 18  | 17  | +1  |
| 5                 | SC Bern                 | 8 | 11  | 2 | 2   | 1   | 3 | 23  | 26  | -3  |
| 6                 | HC Pardubice            | 8 | 9   | 3 | 0   | 0   | 5 | 22  | 21  | +1  |
| 7                 | Fribourg-Gottéron       | 8 | 9   | 2 | 1   | 1   | 4 | 18  | 23  | -5  |
| 8                 | Djurgårdens IF          | 8 | 8   | 2 | 1   | 0   | 5 | 18  | 27  | -9  |

## Turniej finałowy

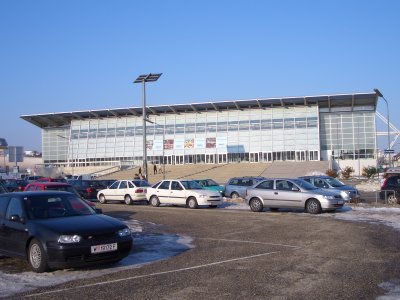
Albert-Schultz-Eishalle

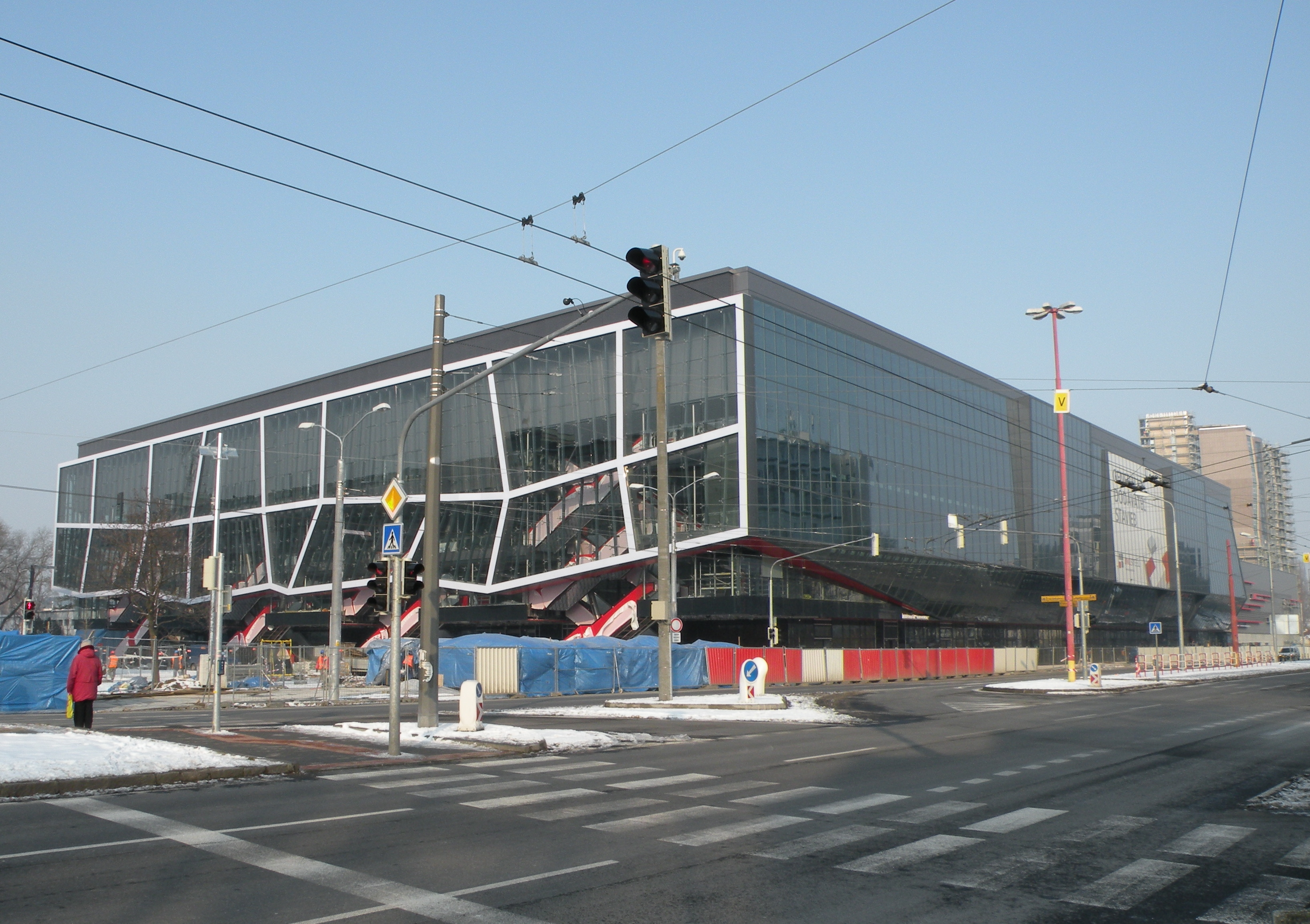
Slovnaft Arena

Turniej finałowy znany jako Red Bulls Salute rozegrany zostanie w Wiedniu w hali Albert-Schultz-Eishalle oraz w Bratysławie w hali Slovnaft Arena w dniach 13–16 grudnia 2012. Finał rozgrywek rozegrany zostanie w stolicy Słowacji. Nastąpiła zmiana w formacie rozgrywania turnieju. Rozegrane zostaną jedynie spotkania ćwierćfinałowe, półfinały i finał. W porównaniu do poprzednich edycji nierozegrane zostaną mecze o poszczególne miejsca. Pula nagród w turnieju wyniosła 360 tysięcy euro. Zwycięzca turnieju zdobył nagrodę finansową w kwocie 50 tysięcy euro.
|  |                 |                 |                   |                 |          |              |              |              |  |  |       |       |       |
|  | Ćwierćfinał     | Ćwierćfinał     | Ćwierćfinał       |                 |          | Półfinał     | Półfinał     | Półfinał     |  |  | Finał | Finał | Finał |
|  | Ćwierćfinał     | Ćwierćfinał     | Ćwierćfinał       |                 |          | Półfinał     | Półfinał     | Półfinał     |  |  | Finał | Finał | Finał |
|  | Luleå HF        |                 |                   |                 |          |              |              |              |  |  |       |       |       |
|  |                 |                 |                   |                 |          |              |              |              |  |  |       |       |       |
|  | 4               | 4               | Brynäs IF         |                 |          |              |              |              |  |  |       |       |       |
|  | 4               | 4               | Brynäs IF         | Tappara Tampere |          |              |              |              |  |  |       |       |       |
|  | 3               | 3               | Vienna Capitals   |                 |          |              |              |              |  |  |       |       |       |
|  | 3               | 3               | Vienna Capitals   |                 |          | 1            | 1            | Färjestad BK |  |  |       |       |       |
|  | 3               |                 |                   |                 |          | 1            | 1            | Färjestad BK |  |  |       |       |       |
|  |                 |                 | 3                 | 3               | Luleå HF |              |              |              |  |  |       |       |       |
|  | Eisbären Berlin | Eisbären Berlin | 3                 | 3               | Luleå HF | 2            |              |              |  |  |       |       |       |
|  | Eisbären Berlin | Eisbären Berlin |                   |                 |          |              |              |              |  |  |       |       |       |
|  | HV71            | HV71            | 1                 |                 |          |              |              |              |  |  |       |       |       |
|  | HV71            | HV71            | 1                 |                 |          |              |              |              |  |  |       |       |       |
|  | Tappara Tampere |                 |                   |                 |          |              |              |              |  |  |       |       |       |
|  |                 |                 |                   |                 |          |              |              |              |  |  |       |       |       |
|  | 2               | 2               | Slovan Bratysława |                 |          |              |              |              |  |  |       |       |       |
|  | 2               | 2               | Slovan Bratysława | 2               |          |              |              |              |  |  |       |       |       |
|  | 1               | 1               | Färjestad BK      |                 |          |              |              |              |  |  |       |       |       |
|  | 1               | 1               | Färjestad BK      |                 |          | Färjestad BK | Färjestad BK | 0            |  |  |       |       |       |
|  | 4               |                 |                   |                 |          | Färjestad BK | Färjestad BK | 0            |  |  |       |       |       |
|  |                 |                 |                   |                 |          |              |              |              |  |  |       |       |       |
|  | Luleå HF        | Luleå HF        | 2                 |                 |          |              |              |              |  |  |       |       |       |
|  | Luleå HF        | Luleå HF        | 2                 |                 |          |              |              |              |  |  |       |       |       |
|  | Vienna Capitals | Vienna Capitals | 0                 |                 |          |              |              |              |  |  |       |       |       |
|  | Vienna Capitals | Vienna Capitals | 0                 |                 |          |              |              |              |  |  |       |       |       |

### Ćwierćfinały
| 13 grudnia 2012 | Luleå HF | 4:3 | Brynäs IF | Albert Schultz Eishalle, Wiedeń |

| Szczegóły      | Szczegóły                                                                            | Szczegóły       | Szczegóły                                                           | Szczegóły                                                                   |
| -------------- | ------------------------------------------------------------------------------------ | --------------- | ------------------------------------------------------------------- | --------------------------------------------------------------------------- |
| Godzina: 17:00 | F. Svensson (EQ) 19:18 A.Hedman (EQ) 22:02 M. Pyörälä (EQ) 29:18 J. Vihko (EQ) 38:44 | (1:1, 3:1, 0:1) | 09:13 (SH) J. Granström 32:11 (PP) A. Thuresson 59:43 (EQ) J. Harju | Widzów: 2500 Sędzia główny: Antti Boman Sędziowie liniowi: Thomas Bernecker |
| Godzina: 17:00 | 10 min.                                                                              |                 | 10 min.                                                             | Widzów: 2500 Sędzia główny: Antti Boman Sędziowie liniowi: Thomas Bernecker |

| 13 grudnia 2012 | HV71 | 1:2 | Tappara Tampere | Slovnaft Arena, Słowacja |

| Szczegóły      | Szczegóły           | Szczegóły       | Szczegóły                                | Szczegóły                                                                   |
| -------------- | ------------------- | --------------- | ---------------------------------------- | --------------------------------------------------------------------------- |
| Godzina: 17:00 | J. Fasth (EQ) 12:44 | (1:0, 0:1, 0:1) | 25:54 (EQ) T. Aalto 59:11 (EQ) O. Palola | Widzów: 2220 Sędzia główny: Vladimír Baluška Sędziowie liniowi: Milan Minar |
| Godzina: 17:00 | 28 min.             |                 | 12 min.                                  | Widzów: 2220 Sędzia główny: Vladimír Baluška Sędziowie liniowi: Milan Minar |

| 13 grudnia 2012 | Vienna Capitals | 3:2 pd. | Eisbären Berlin | Albert Schultz Eishalle, Wiedeń |

| Szczegóły      | Szczegóły                                                    | Szczegóły            | Szczegóły                                     | Szczegóły                                                                       |
| -------------- | ------------------------------------------------------------ | -------------------- | --------------------------------------------- | ------------------------------------------------------------------------------- |
| Godzina: 20:30 | J. Soares (EQ) 18:44 D. Woger (EQ) 46:03 A. Lakos (PP) 62:41 | (0:0, 1:0, 1:2, 1:0) | 47:04 (EQ) M. Christensen 50:13 (EQ) D. Olver | Widzów: 4950 Sędzia główny: Marcus Vinnerborg Sędziowie liniowi: Oskar Rönnmark |
| Godzina: 20:30 | 12 min.                                                      |                      | 14 min.                                       | Widzów: 4950 Sędzia główny: Marcus Vinnerborg Sędziowie liniowi: Oskar Rönnmark |

| 13 grudnia 2012 | Slovan Bratysława | 1:4 | Färjestad BK | Slovnaft Arena, Słowacja |

| Szczegóły      | Szczegóły             | Szczegóły       | Szczegóły                                                                            | Szczegóły                                                                   |
| -------------- | --------------------- | --------------- | ------------------------------------------------------------------------------------ | --------------------------------------------------------------------------- |
| Godzina: 20:30 | M. Vondrka 38:06 (EQ) | (0:2, 1:2, 0:0) | J. Hillding (EQ) 06:10 P. Lundh 09:18 (EQ) P. Åslund (EQ) 20:53 R. Wallin 24:13 (SH) | Widzów: 5029 Sędzia główny: Andreas Koch Sędziowie liniowi: Gordon Schukies |
| Godzina: 20:30 | 14 min.               |                 | 2 min.                                                                               | Widzów: 5029 Sędzia główny: Andreas Koch Sędziowie liniowi: Gordon Schukies |

### Półfinały
| 15 grudnia 2012 | Luleå HF | 2:0 | Vienna Capitals | Albert Schultz Eishalle, Wiedeń |

| Szczegóły      | Szczegóły                                     | Szczegóły       | Szczegóły | Szczegóły                                                               |
| -------------- | --------------------------------------------- | --------------- | --------- | ----------------------------------------------------------------------- |
| Godzina: 17:00 | L. Kilström (EQ) 44:04 T. Koivisto (EQ) 57:03 | (0:0, 0:0, 2:0) |           | Widzów: 2850 Sędzia główny: Antti Boman Sędziowie liniowi: Ulf Rönnmark |
| Godzina: 17:00 | 8 min.                                        |                 | 29 min.   | Widzów: 2850 Sędzia główny: Antti Boman Sędziowie liniowi: Ulf Rönnmark |

| 15 grudnia 2012 | Tappara Tampere | 1:3 | Färjestad BK | Slovnaft Arena, Słowacja |

| Szczegóły      | Szczegóły                | Szczegóły       | Szczegóły                                                      | Szczegóły                                                               |
| -------------- | ------------------------ | --------------- | -------------------------------------------------------------- | ----------------------------------------------------------------------- |
| Godzina: 20:30 | J. Koskiranta (PP) 37:44 | (0:0, 1:1, 0:2) | 25:32 (PP) R. Wallin 54:25 (EQ) R. Wallin 59:46 (EN) M. Holtet | Widzów: 2038 Sędzia główny: Milan Minar Sędziowie liniowi: Andreas Koch |
| Godzina: 20:30 | 14 min.                  |                 | 16 min.                                                        | Widzów: 2038 Sędzia główny: Milan Minar Sędziowie liniowi: Andreas Koch |

### Finał
| 16 grudnia 2012 | Luleå HF | 2:0 | Färjestad BK | Slovnaft Arena, Słowacja |

| Szczegóły      | Szczegóły                               | Szczegóły       | Szczegóły | Szczegóły                                    |
| -------------- | --------------------------------------- | --------------- | --------- | -------------------------------------------- |
| Godzina: 20:00 | J. Vihko (EQ) 11:15 J. Vihko (EQ) 53:05 | (1:0, 0:0, 1:0) |           | Widzów: 1752 Sędzia główny: Vladimír Baluška |
| Godzina: 20:00 | 12 min.                                 |                 | 8 min.    | Widzów: 1752 Sędzia główny: Vladimír Baluška |

## Nagrody indywidualne
- Najlepszy bramkarz turnieju:  Rob Zepp (Eisbären Berlin)[1]
- Najlepszy obrońca turnieju:  Chris Lee (Färjestad)[1]
- Najlepszy napastnik turnieju:  Corey Locke (TPS)[1]